# 土耳其佔領下的敘利亞北部
土耳其佔領下的敘利亞北部是指叙利亚内战以来，土耳其军队及其盟友叙利亚国民军占领的叙利亚北部地区 。這一佔領始於2016年。巴卜、阿扎兹、曼比季、傑拉布盧斯、拉卓、泰勒艾卜耶德和艾因角等城镇都位於土耳其控制区內。这些定居点大部分都是从伊斯兰国和敘利亞民主力量手中夺取的。